# Takuya Izawa

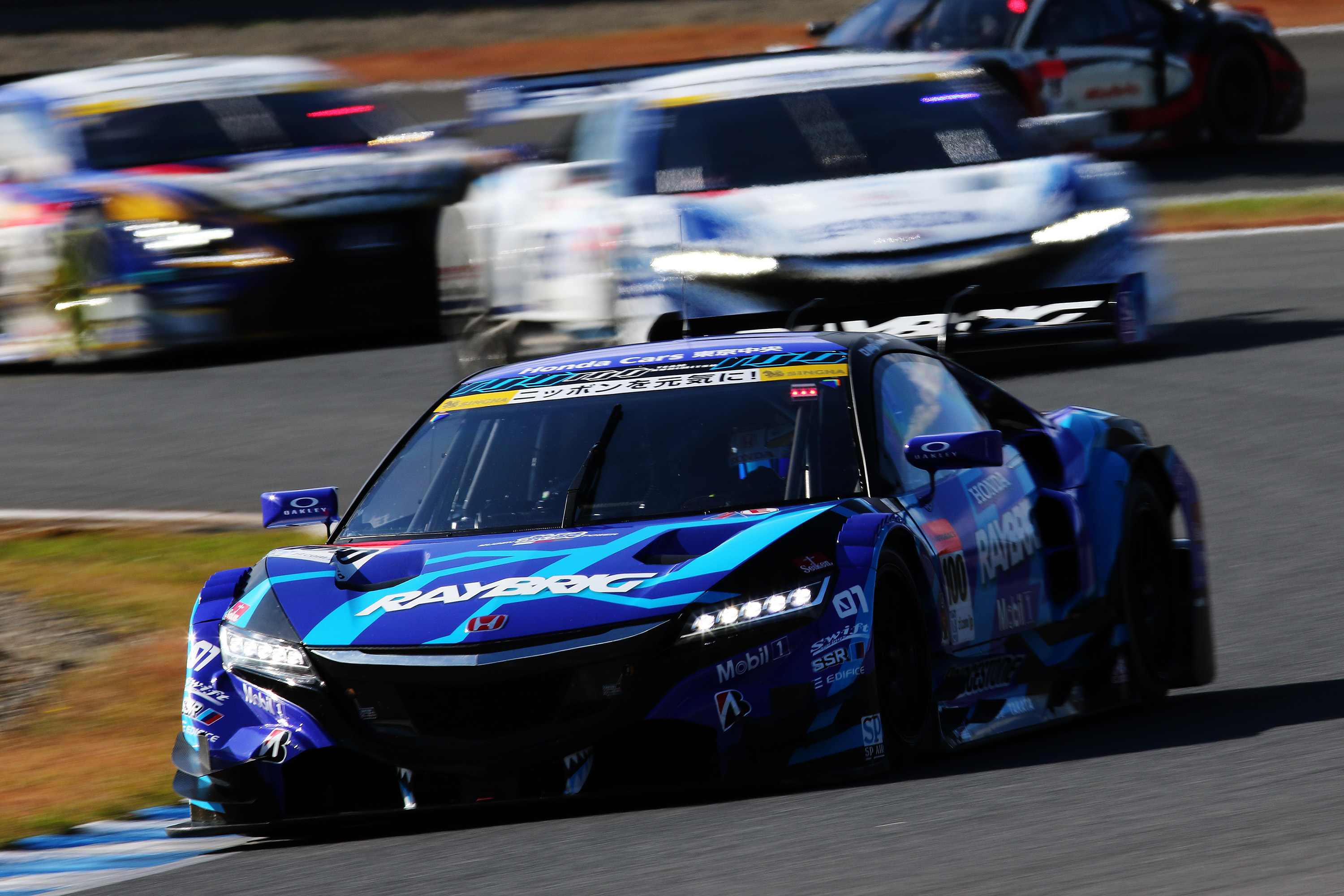
Izawa corriendo para Honda en Super GT 2015.

Takuya Izawa (伊沢 拓也, Izawa Takuya; Tokio, Japón; 1 de junio de 1984) es un piloto de automovilismo japonés.

## Carrera
Izawa comenzó su carrera automovilística en el karting en 1995, donde permaneció activo hasta 2001. En 2002 pasó a correr en monoplazas, donde terminó quinto en la Fórmula 4 Japonesa. También participó en dos carreras en la Fórmula Renault Alemana.
En 2003, Izawa condujo tanto en Japón como en Europa. En Japón fue quinto en la Fórmula Dream. En Europa, comenzó en la Fórmula Renault alemana, que terminó séptimo, y en la Eurocopa de Fórmula Renault 2.0, donde no anotó puntos.
En los años que siguieron, Izawa participó principalmente en carreras en Japón. En 2004 se convirtió en tercero en la Fórmula Dream, mientras que en 2005 se convirtió en cuarto en esta clase. En 2006 se cambió a la F3 Japonesa, donde se convirtió en sexto con dos victorias en 2006 y también sexto en 2007 sin victorias. En 2007 debutó en el Super GT, donde terminó en el puesto 22 en el campeonato.
En 2008, Izawa participó en la Fórmula Nippon para el equipo Autobacs Racing Team Aguri. Con un décimo lugar como mejor resultado, se convirtió en décimo en el campeonato. También participó en el Super GT, donde terminó octavo con tres podios. En 2009 participó nuevamente en la Fórmula Nippon y el Super GT. En Fórmula Nippon, se cambió al equipo Dandelion Racing y terminó octavo en el segundo lugar. En el Super GT tuvo más éxito, con dos victorias se convirtió en el segundo en el campeonato, compartiendo en pista su Honda NSX con Ralph Firman. En 2010 continuó conduciendo en el Formula Nippon en Dandelion. Con un quinto lugar fue undécimo en el campeonato. En el Super GT se convirtió en octavo con dos podios, ya con el Team Kunimitsu y Naoki Yamamoto.
En 2011 volvió a participar en la Fórmula Nippon para Dandelion. Con el cuarto lugar como el mejor resultado, terminó noveno en el campeonato. En el Super GT se convirtió en noveno con un puesto en el podio. En 2012, Izawa tuvo mucho éxito en la Fórmula Nippon, con dos victorias terminó tercero en el campeonato. Tuvo menos éxito en el Super GT, pero logró terminar quinto con dos podios.
En 2013, Izawa participó en la Fórmula Nippon, que había cambiado su nombre a Super Fórmula. Inmediatamente ganó la primera carrera de la temporada y es séptimo en el campeonato con un fin de semana de carrera. También en el Super GT ganó la primera carrera de la temporada y es noveno con un fin de semana de carrera. Además, corrió en el Suzuka International Racing Course para Honda Racing Team JAS un fin de semana de carrera en el Campeonato Mundial de Turismos, donde terminó duodécimo en la primera carrera pero falló en la segunda carrera.
En 2014, Izawa participó en la GP2 Series para el equipo ART Grand Prix, como resultado de una colaboración entre ART, el equipo de Fórmula 1 McLaren y Honda. El protegido de McLaren Stoffel Vandoorne como compañero de equipo. Vandoorne fue subcampeón, mientras que Izawa logró un lugar en el podio en Hungaroring y terminó decimoctavo en el campeonato con 26 puntos.
Dejó la GP2 tras esa temporada y volvió a Japón a competir nuevamente en los dos campeonatos nacionales. En la de monoplazas, solamente hizo un podio su baja de la categoría en 2018, pero en la de gran turismos finalizó tercero en 2015 con un triunfo (con Tomoki Nojiri) y repitió esa posición en 2018, con dos carreras ganadas (con Naoki Yamamoto, en su vuelta a Autobacs Racing Team Aguri). También ganó la primera carrera de la temporada 2019.

## Resultados

### GP2 Series
(Clave) (negrita indica pole position) (cursiva indica vuelta rápida puntuable)

| Año  | Escudería      | 1   | 1   | 2   | 2   | 3   | 3   | 4   | 4   | 5   | 5   | 6   | 6   | 7   | 7   | 8   | 8   | 9   | 9   | 10  | 10  | 11  | 11  | Pos. | Puntos | Ref.  |
| ---- | -------------- | --- | --- | --- | --- | --- | --- | --- | --- | --- | --- | --- | --- | --- | --- | --- | --- | --- | --- | --- | --- | --- | --- | ---- | ------ | ----- |
| 2014 | ART Grand Prix | SAK | SAK | BAR | BAR | MON | MON | SPI | SPI | SIL | SIL | HOC | HOC | BUD | BUD | SPA | SPA | MNZ | MNZ | SOC | SOC | YMC | YMC | 18.º | 26     | [ 5 ] |
| 2014 | ART Grand Prix | 6   | 12  | 20  | 13  | Ret | Ret | 9   | 8   | 16  | 23† | 13  | 19  | 3   | 21† | 16  | 22  | Ret | 14  | 20  | 22  | 13  | 10  | 18.º | 26     | [ 5 ] |